# Седемнадесети конгрес на Македонската патриотична организация
Седемнадесетият конгрес на Македонските политически организации (МПО) се провежда през септември 1938 година в Бъфало, Ню Йорк, САЩ. Гласува се решение, което не признава епископ Андрей Велички за глава на Българската епархия в Америка. ЦК на МПО организира Първа църковна конференция на българските православни църкви в САЩ и Канада на 13 и 14 февруари 1939 година в Детройт, на която избира за администратор на епархията свещеник Георги Николов.